# Реддауэй, Дэвид
Дэвид Реддауэй (англ. David Norman Reddaway; р. 26.04.1953, Оттава, Канада) — британский дипломат.
Изучал историю в Кембридже. На службе в Форин-офис с 1975 года.
В 1990—1993 годах поверенный в делах в Иране.
В 1993—1997 годах заместитель главы миссии в Аргентине.
В 1997—1999 годах глава Южно-Европейского департамента Форин-офис.
В 1999—2001 годах директор общественных служб Форин-офис.
В 2002 году специальный представитель в Афганистане.
В 2002 году назначался послом в Иран, однако был отвергнут иранским правительством как «жид и агент MI-6».
В 2002—2003 годах приглашённый исследователь в Гарварде.
В 2003—2006 годах верховный комиссар в Канаде.
В 2006—2009 годах посол в Ирландии.
В 2009—2014 посол в Турции.